# Гранада (департамент)
Грана́да (исп. Granada) — один из департаментов Никарагуа.

## География
Департамент находится в центральной части Никарагуа, и прилегает к северному берегу озера Никарагуа. Площадь его составляет 1039,68 км². Численность населения департамента — 200 991 человек (перепись 2012 года). Плотность населения — 193,32 чел./км². Административный центр — город Гранада. На территории этого департамента, близ города Гранада, находится вулкан Момбачо.
Граничит на севере с департаментами Боако и Манагуа, на западе с департаментами Масая и Карасо, на юге с департаментом Ривас.

## Муниципалитеты
В административном отношении территория департамента Гранада подразделяется на 4 муниципалитета:
1. Гранада
2. Дириомо
3. Дирия
4. Нандайме